# Comune distrettuale di Kretinga
Il comune distrettuale di Kretinga è uno dei 60 comuni della Lituania, situata nella regione della Samogizia.